# Estatística paramétrica
Estatística paramétrica é um ramo da estatística que presume que os dados são provenientes de um tipo de distribuição de probabilidade e faz inferências sobre os parâmetros da distribuição. A maioria dos métodos elementares estatísticos são paramétricos.
Em geral, métodos paramétricos fazem mais suposições do que os métodos da estatística não paramétrica. Se essas suposições adicionais estiverem corretas, os métodos paramétricos poderão produzir estimativas mais precisas, que possuirão maior potência estatística. Porém, se as hipóteses estiverem incorretas, os métodos paramétricos poderão se tornar errados. Por este motivo, são considerados menos robustos. 
Por outro lado, fórmulas paramétricas são comumente mais simples de se escrever e mais rápidas de se computar. Em alguns casos, tornam-se mais robustas, especialmente se houver cuidado ao examinar as estatísticas do diagnóstico.

## Exemplo
Suponha que temos uma amostra de 99 notas de provas com uma média de 100 e um desvio padrão de 1. Se presumirmos que todas as 99 notas do teste são amostras aleatórias de uma distribuição normal, prever-se-á uma chance de 1% para que a centésima nota do teste seja maior que 102.365 (a média + 2.365 desvios padrões), presumindo-se que o centésimo seja proveniente da mesma distribuição das outras. A família normal de distribuições tem o mesmo formato e são "parametrizadas" pela média e pelo desvio padrão. 
Assim, a média é conhecida, o desvio padrão e a distribuição são normais, sabendo-se a probabilidade de uma futura observação. Métodos de estatística paramétrica são usados para computar o valor 2.365 em epígrafe, dadas as 99 observações independentes de uma mesma distribuição normal.
Uma estimativa não paramétrica da mesma situação seria um máximo das primeiras 99 notas. Nada se presume sobre a distribuição das notas das provas. Apenas para raciocinar, antes de ser dado o teste, seria igualmente provável que a maior pontuação fosse qualquer uma das cem primeiras. Assim, existe uma chance de 1% da nota de número 100 ser maior que qualquer uma das 99 que a antecedeu.

## História
O estatístico Jacob Wolfowitz criou o termo estatístico paramétrico a fim de definir o seu oposto, em 1942:
A maioria desses desenvolvimentos tem uma característica em comum, que é a de que a função de distribuição de diferentes variáveis de um problema pode ser presumida de uma forma funcional conhecida, e as teorias de estimação e teste de hipóteses são teorias de estimação e de hipóteses sobre um ou mais parâmetros, o conhecimento de cada uma é que determinaria as várias formas de distribuição envolvidas. Nós devemos nos referir a essa situação. Como o caso paramétrico, e nos referir ao caso oposto, onde a forma funcional das distribuições são desconhecidas, como o caso não paramétrico.— Jacob Wolfowitz